# Uraka Zamorska
Uraka (španjolski Urraca) (1033./34. – 1101./03.) bila je leonska infanta (»kraljevna«).
Urakini su roditelji bili Sanča Leonska i Ferdinand I., leonski kralj. Infanta Uraka imala je sestru Elviru te trojicu braće – brat Alfons postao je poznat kao Alfons VI. Hrabri. 
Kralj Ferdinand dao je svojoj djeci posjede u ostavštinu. Najstariji sin, Sančo II., dobio je Kastilju, dok je Alfons dobio Leon. Ferdinandove su kćeri također dobile dijelove; Elvira je postala gospa Tora, a Uraka Zamore. Sančo je htio prisvojiti očevu cijelu ostavštinu, ali je poginuo 7. listopada 1072. godine. Pretpostavlja se da je Sančova smrt bila dio Urakinoga i Alfonsova plana. Kastiljsko plemstvo nije bilo naklonjeno Uraki i Alfonsu, koji je viđen kao nasljednik Kastilje i Leona.

## Epitaf
Epitaf infante Urake na latinskom:
H. R. DOMNA URRACA REGINA DE ZAMORA, FILIA REGIS MAGNI FERDINANDI. HAEC AMPLIFICAVIT ECCLESIAM ISTAM, ET MULTIS MUNERIBUS DITAVIT. ET QUIA BEATUM ISIDORUM SUPER OMNIA DILIGEBAT. EJUS SERVITIO SUBJUGAVIT. OBIIT ERA MCXXXVIIII...NOBILIS URRACA JACET HOC TUMULO TUMULATA HESPERIAEQUE DECUS HEU TENET HIC LOCULUS HAEC FUIT OPTANDI PROLES REGIS FREDENANDI. AST REGINA FUIT SANCTIA QUAE GENUIT CENTIES UNDECIES SOL VOLVERAT ET SEMEL ANNUM CARNE QUOD OBTECTUS SPONTE.